# 시작 메뉴
시작 메뉴(Start menu) 또는 윈도우 8, 윈도우 8.1 및 윈도우 서버 2012에서는 시작 화면은 윈도우 95 이래로 마이크로소프트 윈도우의 일부였던 그래픽 사용자 인터페이스 요소로, 컴퓨터 프로그램을 열고 윈도우 셸에서 다른 기능을 수행하는 수단을 제공한다. 시작 메뉴와 이것이 나타나는 작업 표시줄은 1993년 이전에 하버드 대학교에서 행동주의 심리학자 B. F. 스키너와 영장류 언어 연구에 협력했던 마이크로소프트의 프로그램 관리자 대니얼 오란이 만들고 명명했다.
시작 메뉴는 윈도우 8에서 시작 화면으로 이름이 바뀌었다가 윈도우 10에서 원래 이름으로 돌아왔다. 이는 일부 운영 체제(ReactOS와 같은) 및 리눅스 데스크톱 환경에서 윈도우와 유사한 경험을 제공하기 위해 채택되었으며, 예를 들어 KDE에서는 Kickoff Application Launcher라는 이름으로, Xfce에서는 Whisker Menu라는 이름으로 존재한다.
전통적으로 시작 메뉴는 사용자가 실행할 수 있는 사용자 지정 가능한 중첩된 프로그램 목록, 가장 최근에 열린 문서 목록, 파일을 찾고 도움을 받을 수 있는 방법, 시스템 설정에 대한 접근을 제공했다. 윈도우 데스크톱 업데이트를 통한 후속 개선 사항에는 "내 문서" 및 "즐겨찾기"(브라우저 북마크)와 같은 특별 폴더에 대한 접근이 포함되었다. 윈도우 XP의 시작 메뉴는 "내 문서" 폴더들(내 음악 및 내 그림 포함)을 포함하도록 확장되었으며, 내 컴퓨터 및 내 네트워크 환경과 같은 다른 항목들을 윈도우 데스크톱에서 옮겨왔다. 윈도우 비스타까지는 사용자가 계단식 하위 메뉴를 탐색할 때 시작 메뉴가 화면 전체로 계속 확장되었다.

## 마이크로소프트 윈도우
마이크로소프트 윈도우에서 시작 메뉴는 어떤 형태로든 윈도우 9x, 윈도우 NT 4.0 및 윈도우 NT 계열의 모든 후속 버전뿐만 아니라 윈도우 CE, 윈도우 모바일 및 윈도우 폰에도 나타난다.

### 윈도우 95–Me

윈도우 98의 시작 메뉴 (구버전)

시작 메뉴는 윈도우 95에서 처음 등장했다. 이전 운영 체제에서 프로그램 관리자의 단점을 극복하기 위해 만들어졌다. 프로그램 관리자는 사용자가 개별 "프로그램 그룹"을 열고 그 안에 포함된 프로그램 바로 가기를 실행할 수 있는 간단한 다중 문서 인터페이스(MDI)로 구성되었다. 이 기능은 그룹 안에 다른 그룹을 중첩하는 기능이 부족했다.
윈도우 95와 윈도우 NT 4.0은 프로그램 관리자를 데스크톱과 시작 메뉴로 대체했다. 후자는 여러 면에서 Mac OS의 애플 메뉴와 유사했으며 프로그램 관리자의 언급된 제한 사항이 없었다. 메뉴로서, 한 번에 하나의 그룹만 열린 상태를 유지하면서 중첩된 그룹화를 허용했다. 메뉴는 또한 컴퓨터를 셧다운하고 로그 오프하는 기능도 제공했다.
인터넷 익스플로러 및 후속 윈도우 릴리스의 나중 개발로 시작 메뉴를 사용자 지정하고 인터넷 익스플로러 즐겨찾기, 내 문서 및 관리 도구(윈도우 2000 및 이후)에 시작 메뉴에서 접근하고 확장할 수 있게 되었다. 항목들은 또한 드래그 앤 드롭을 통해 시작 메뉴에 간단히 추가될 수 있었다.
윈도우 XP와 윈도우 서버 2003은 새로운 버전의 시작 메뉴를 도입했지만, 이 버전의 시작 메뉴로 다시 전환할 수 있는 기능을 제공했다. 이 버전의 시작 메뉴는 윈도우 비스타와 윈도우 서버 2008에서도 사용할 수 있다. 그러나 윈도우 7, 윈도우 서버 2008 R2 및 기타 후속 윈도우 릴리스에서는 사용할 수 없다.

### 윈도우 XP
시작 메뉴의 첫 번째 주요 개편은 윈도우 XP에 도입되었고 나중에 윈도우 서버 2003에 포함되었다. 시작 메뉴는 두 개의 열로 확장되었다. 왼쪽 열은 설치된 프로그램에 초점을 맞추고, 오른쪽 열은 내 문서, 내 사진, 내 음악 및 기타 특수 폴더에 대한 접근을 제공한다. 이 열에는 이전 윈도우 버전의 데스크톱에 있던 컴퓨터 및 네트워크(윈도우 95 및 98의 네트워크 이웃)에 대한 바로 가기도 포함된다. 이 열의 내용은 사용자 지정할 수 있다. 일반적으로 사용되는 프로그램은 왼쪽 메뉴에 자동으로 표시된다. 사용자는 프로그램들을 시작 메뉴의 이쪽에 "고정"하여 항상 접근할 수 있도록 선택할 수 있다. 이 열 하단에 있는 하위 메뉴 항목은 시작 메뉴의 모든 항목에 대한 접근을 허용한다. 이 메뉴 항목이 선택되면 시작 메뉴 프로그램의 스크롤 목록이 사용자/최근 목록을 대체한다.

### 윈도우 비스타/7
윈도우 비스타와 그 후속 버전들은 메뉴에 사소한 변경 사항을 추가했다. 윈도우 비스타 및 윈도우 서버 2008 이전에는 시작 메뉴가 원래 화면에 보이는 부분을 가리는 계단식 및 확장되는 메뉴와 하위 메뉴 그룹으로 구성되었다. 그러나 윈도우 비스타에서는 계단식 메뉴가 시작 메뉴 왼쪽 창의 슬라이딩 창으로 대체되었다. 모든 프로그램 항목을 클릭할 때마다 왼쪽 창의 내용이 시작 메뉴의 왼쪽 가장자리 밖으로 밀려나가고, 모든 프로그램 메뉴가 왼쪽 열의 오른쪽 가장자리에서 슬라이딩된다. 이 메뉴는 필요할 때마다 수직 스크롤바와 함께 아래쪽으로 확장되는 트리 뷰를 표시한다. 또한 윈도우 비스타에 추가된 검색 상자는 사용자가 시작 메뉴 바로 가기 또는 다른 파일과 폴더를 검색할 수 있도록 한다. 검색 상자는 증분 검색 기능을 제공한다. 인덱싱이 꺼져 있지 않으면 검색 상자는 사용자가 입력하는 즉시 결과를 반환한다. 찾은 항목은 즉시 열 수 있으므로 시작 메뉴 검색 상자는 이전 윈도우 버전의 실행 명령 기능을 부분적으로 대체한다. 실행 명령은 시작 메뉴의 오른쪽 열에 별도로 추가될 수도 있다. 윈도우 7 및 윈도우 서버 2008 R2에서는 검색 결과 창이 시작 메뉴의 두 열을 모두 덮는다. 검색 상자는 제어판 항목 검색을 지원하도록 확장되었다. 윈도우 7의 오른쪽 열은 일반 폴더 대신 라이브러리에 연결된다. 그러나 가장 중요한 것은 시작 메뉴의 항목이 오른쪽에 있는 계단식 버튼을 통해 점프 목록을 지원한다는 것이다. 이전 버전과 달리 "클래식" 시작 메뉴 디자인으로 되돌리는 기능은 더 이상 사용할 수 없다.

### 윈도우 8.x
윈도우 8과 윈도우 서버 2012에서는 "시작 화면"으로 알려진 시작 메뉴의 업데이트가 도입되었다. 이는 전체 화면을 차지하며 더 이상 오른쪽 열이 없다. 프로그램에 대한 더 큰 타일을 표시하고, 가능한 경우 프로그램이 직접 타일 자체에 제공하는 동적 콘텐츠를 표시한다("라이브 타일"이라고 함). 이는 위젯과 유사하게 작동한다. 예를 들어, 이메일 클라이언트의 라이브 타일은 읽지 않은 이메일의 수를 표시할 수 있다. 시작 화면을 통해 사용자는 프로그램을 마우스 오른쪽 버튼으로 클릭하고 "제거"를 선택하여 제거할 수 있다. 고정된 앱은 그룹으로 배치할 수 있다. 검색 상자는 처음에 숨겨져 있지만 참 바의 검색 버튼을 클릭하면 볼 수 있으며 키보드 입력을 받으면 나타날 수도 있다. 이름 그대로 시작 화면은 사용자가 로그인할 때 가장 먼저 보는 화면이다.
전체 화면 시작의 개념은 윈도우 넵튠으로 거슬러 올라가며, 마이크로소프트가 원래 액티브 데스크톱을 통해 윈도우 데스크톱과 통합되는 "시작 페이지"를 고려했을 때부터 시작되었다. 이 메뉴는 윈도우 모바일과 윈도우 폰에 뿌리를 두고 있다. 스마트폰에서 실행되는 윈도우 모바일 스탠다드에서는 시작 메뉴가 아이콘의 별도 화면을 생성한다. 윈도우 폰은 3세대 시작 메뉴의 디자인 원리의 원래 호스트였다.
시작 화면은 이전에 사용할 수 있었던 여러 기능을 더 이상 지원하지 않는다. 최근 실행된 프로그램 목록이나 특별 폴더에 대한 바로 가기는 더 이상 시작 화면에 나타나지 않는다. 모든 프로그램 보기에서 그룹에 대해 한 단계 이상의 중첩을 더 이상 지원하지 않는다. 새 항목을 메뉴에 추가하거나 모든 프로그램 보기의 내용을 재구성하기 위한 드래그 앤 드롭 지원은 더 이상 사용할 수 없다. 또한 윈도우 역사상 처음으로 윈도우 8, 윈도우 서버 2012, 윈도우 8.1 또는 윈도우 서버 2012 R2의 기본 설치에서 시작 메뉴는 셧다운, 재부팅 또는 절전 모드나 하이버네이션을 활성화하는 기능을 제공하지 않으므로 사용자는 참 바의 설정 버튼을 사용하여 이러한 작업을 수행해야 한다. 윈도우 8.1 및 윈도우 서버 2012 R2의 2014년 4월 업데이트에서 후자가 복원되었다.

### 윈도우 10
윈도우 10은 수정된 형태로 시작 메뉴를 재도입했다. 이는 윈도우 7 버전과 유사한 두 열 디자인을 사용하지만, 오른쪽은 윈도우 8의 시작 화면처럼 타일로 채워져 있다. 애플리케이션은 오른쪽 절반에 고정할 수 있으며, 해당 타일은 크기를 조정하고 사용자 지정 범주로 그룹화할 수 있다. 왼쪽 열은 자주 사용하는 애플리케이션과 "모든 앱" 메뉴, 파일 탐색기, 설정 및 전원 옵션에 대한 링크를 포함하는 수직 목록을 표시한다. 이러한 링크 중 일부와 다운로드, 사진, 음악과 같은 폴더에 대한 추가 링크는 설정의 "시작 메뉴에 표시할 폴더 선택" 페이지를 통해 추가할 수 있다. 시작 메뉴는 크기를 조정하거나 윈도우 8/8.1 시작 화면과 유사한 전체 화면 표시로 배치할 수 있다(수평이 아닌 수직 스크롤). 시작 메뉴는 "태블릿 모드"가 활성화될 때도 이 상태로 전환된다.
윈도우 10, 버전 1511부터 시작 메뉴의 왼쪽 패널은 "추천" 마이크로소프트 스토어 앱을 광고한다. 사용자는 이러한 추천을 거부할 수 있다.
윈도우 10, 버전 1607 이상에서는 최근 앱 보기가 제거되고 항상 모든 앱이 표시된다. 윈도우 10, 버전 20H2는 이전 버전의 화려한 타일을 투명한 "테마 인식" 타일로 대체했다.
윈도우 RT 8.1 업데이트 KB3033055는 윈도우 10의 초기 미리 보기 빌드에서 사용된 디자인에 시각적으로 더 가까운 윈도우 10 시작 메뉴의 변형을 추가한다. 이를 통해 애플리케이션을 왼쪽 열 상단에 고정할 수 있으며, 최근 사용한 앱은 그 아래에 나열된다(윈도우 7과 비슷하게). 윈도우 10과 마찬가지로 타일을 오른쪽 열에 고정할 수 있다.

### 윈도우 11

윈도우 11의 시작메뉴 (최신버전)

윈도우 11은 시작 메뉴에 또 다른 주요 재설계를 도입했다. 메뉴 상단에 검색 상자가 다시 추가되었고, 타일은 그리드 형식으로 표시되는 고정된 애플리케이션 바로 가기 영역으로 대체되었으며(안드로이드 및 iOS의 많은 애플리케이션 런처와 유사), "추천" 애플리케이션 및 파일 섹션이 함께 제공된다(종종 사용자가 가장 최근에 사용한 파일과 동일). 고정된 애플리케이션의 헤더 옆에 "모든 앱" 버튼이 표시된다. 윈도우 11은 라이브 타일을 지원하지 않으며, 그 기능은 작업 표시줄의 별도 "위젯" 영역으로 이동되었다.

### 시작 버튼
시작 메뉴는 키보드의 ⊞ Win(윈도우 키) 또는 태블릿 기기의 동등한 키를 누르거나, 키보드의 Ctrl+Esc를 누르거나, 시각적인 시작 버튼을 클릭하여 실행할 수 있다. 윈도우 8과 윈도우 서버 2012를 제외하고 시작 버튼은 작업 표시줄에 있다. 윈도우 서버 2012 및 윈도우 8의 시작 버튼은 전통적인 작업 표시줄에서 화면 오른쪽에 위치한 숨겨진 보조 작업 표시줄인 "참"으로 처음 이동되었다(멀티터치 기기에서는 오른쪽에서 스와이프하여 접근하거나, 마우스를 화면의 오른쪽 모서리 중 하나에 놓고 위아래로 움직여서 접근). 시작 화면은 해당 버튼을 통해 접근하거나 화면의 왼쪽 하단 모서리를 클릭하여 접근한다. 윈도우 8.1과 윈도우 서버 2012 R2는 참의 새 버튼을 제거하지 않고 버튼을 원래 위치로 복원한다. 대부분의 윈도우 버전에서 시작 버튼은 화면의 왼쪽 하단 모서리에 위치하지만, 윈도우 11의 시작 버튼은 중앙에 위치한다(하지만 왼쪽 하단 모서리로 다시 이동할 수 있다).
맥 키보드 또는 부트 캠프를 통해 윈도우를 실행하는 맥에서는 ⌘ Command 키가 시작 메뉴를 활성화하는 윈도우 로고 키로 사용된다.
시작 버튼을 마우스 오른쪽 버튼으로 클릭하면 콘텍스트 메뉴가 호출된다. 윈도우 8 및 윈도우 서버 2012의 이 메뉴는 퀵 링크 메뉴라고 불리며 데스크톱이나 파일 탐색기에 접근하는 등 윈도우의 자주 사용하는 여러 기능에 대한 접근을 허용한다.

### 디스크상의 위치
사용자는 운영 체제 운영 매체에 있는 관련 "시작 메뉴" 폴더에 폴더와 바로 가기를 생성하여 시작 메뉴 항목을 추가할 수 있다. 이 항목들은 시작 메뉴 상단의 분리된 섹션에 나타나거나, 프로그램 하위 폴더에 배치된 경우 프로그램 메뉴에 나타난다. 그러나 이 폴더의 위치는 설치된 운영 체제에 따라 다르다.
- 윈도우 9x에서는 이 폴더가 "%windir%\Start Menu"에 있거나, 여러 사용자가 있는 경우 "%windir%\Profiles\[username]\Start Menu" 경로에 있으며, 여기서 [username]은 사용자의 계정 이름이다.
- 윈도우 NT 4.0에서는 개별 사용자의 경우 "%systemroot%\Profiles\%username%\Start Menu"에, 공유 바로 가기의 경우 "%systemroot%\Profiles\All Users\Start Menu"에 위치한다. 윈도우 NT 4.0의 한 가지 특징은 시작 메뉴가 사용자별 바로 가기와 공유 바로 가기를 구분선으로 분리하고 사용자별 메뉴와 공유 메뉴의 프로그램 폴더에 다른 아이콘을 사용했다는 점이다.[25][26]
- 윈도우 2000, 윈도우 XP 및 윈도우 서버 2003에서는 개별 사용자의 경우 "%userprofile%\Start Menu"에, 공유 바로 가기의 경우 "%allusersprofile%\Start Menu"에 위치한다.
- 윈도우 비스타, 윈도우 서버 2008, 윈도우 7, 윈도우 서버 2008 R2, 윈도우 서버 2012, 윈도우 8, 윈도우 10, 윈도우 11에서는 개별 사용자의 경우 "%appdata%\Microsoft\Windows\Start Menu"에, 메뉴의 공유 부분의 경우 "%programdata%\Microsoft\Windows\Start Menu"에 위치한다.

윈도우 서버 2003 및 이전 버전에서는 "Start Menu" 폴더 이름이 지역화에 따라 변경된다. 예를 들어, 독일어 버전의 윈도우 XP에서는 "Startmenü"이다. 윈도우 설치 프로그램은 일반적으로 윈도우 API를 사용하여 시작 메뉴 및 데스크톱 폴더의 실제 이름과 위치를 알아낸다. 윈도우 비스타부터는 시스템에서 사용하는 모든 폴더가 영어 버전과 동일한 이름을 사용하며 윈도우 탐색기에서만 다른 이름으로 표시된다.

### 트윅
마이크로소프트의 지원되지 않는 유틸리티 프로그램인 TweakUI는 시작 메뉴의 응답 시간, 창 애니메이션 및 기타 핵을 포함한 추가 사용자 지정을 제공한다. 윈도우 XP 및 윈도우 비스타에서는 윈도우 레지스트리를 수정하여 특정 프로그램이 최근 프로그램 목록(시작 메뉴의 왼쪽 창)에 나타나지 않도록 할 수 있다.

## 오픈 소스 운영 체제

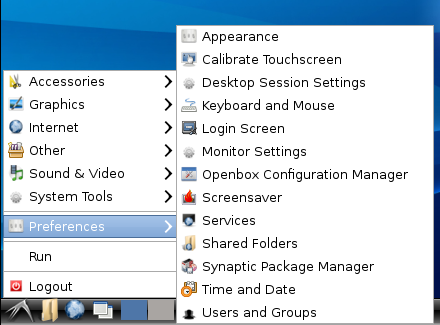
LXDE의 시작 메뉴

오픈 소스 운영 체제의 많은 데스크톱 환경은 시작 메뉴와 유사한 인터페이스 요소를 제공한다.
- 시나몬
- FVWM95
- 그놈
- 아이스WM
- KDE 플라스마
- 루미나[30]
- LXDE
- MATE
- Qvwm
- ReactOS
- 유니티
- Xfce
- Joris Röling의 1989년 !Menon이 있는 RISC OS

## 같이 보기
- 작업 표시줄